# Ибирая Жаукебаєва
Ибира́я Жаукеба́єва (каз. Ыбырай Жаукебаев) — село у складі Сузацького району Туркестанської області Казахстану. Входить до складу Сузацького сільського округу.
До 1999 року село називалося Талапти або Інтимак.
Населення — 712 осіб (2021; 694 у 2009, 615 у 1999, 694 у 1989).